# Coppa del Mondo di ginnastica artistica 2023
La Coppa del Mondo di ginnastica artistica 2023  è la ventinovesima edizione della serie di competizioni organizzata dalla Federazione Internazionale di Ginnastica. Il programma prevede quattro eventi di World Cup e sei eventi di World Challenge Cup.

## Calendario

### World Cup
| Data           | Luogo    | Tipo             |
| -------------- | -------- | ---------------- |
| 23-26 febbraio | Cottbus  | C III - Attrezzi |
| 1°-4 marzo     | Doha     | C III - Attrezzi |
| 9-12 marzo     | Baku     | C III - Attrezzi |
| 27-30 aprile   | Il Cairo | C III - Attrezzi |

### World Challenge Cup
| Data            | Luogo       | Tipo             |
| --------------- | ----------- | ---------------- |
| 25-28 maggio    | Varna       | C III - Attrezzi |
| 1°-4 giugno     | Tel Aviv    | C III - Attrezzi |
| 8-11 giugno     | Osijek      | C III - Attrezzi |
| 1°-3 settembre  | Mersina     | C III - Attrezzi |
| 8-10 settembre  | Szombathely | C III - Attrezzi |
| 16-17 settembre | Parigi      | C III - Attrezzi |

## Podi

### Uomini

#### World Cup
| Luogo    | Gara                 | Oro                    | Argento                    | Bronzo              |
| Cottbus  | Corpo libero         | Artem Dolgopyat        | Milan Hosseini Kazuma Kaya | non assegnato       |
| Cottbus  | Cavallo con maniglie | Abdulla Azimov         | Gagik Xačikyan             | Narïman Qurbanov    |
| Cottbus  | Anelli               | Eleutherios Petrounias | Mahdi Ahmad Kohani         | Art'ur Avetisyan    |
| Cottbus  | Volteggio            | Art'ur Davt'yan        | Mahdi Olfati               | Shek Wai Hung       |
| Cottbus  | Parallele            | Illja Kovtun           | Matteo Levantesi           | Carlos Yulo         |
| Cottbus  | Sbarra               | Shohei Kawakami        | Carlo Macchini             | Kazuma Kaya         |
| Doha     | Corpo libero         | Carlos Yulo            | Kazuki Minami              | Luke Whitehouse     |
| Doha     | Cavallo con maniglie | Narïman Qurbanov       | Rhys McClenaghan           | Shiao Yu-Jan        |
| Doha     | Anelli               | Liu Yang               | Adem Asil                  | Nikita Simonov      |
| Doha     | Volteggio            | Art'ur Davt'yan        | Ihor Radivilov             | Carlos Yulo         |
| Doha     | Parallele            | Illja Kovtun           | Carlos Yulo                | Ferhat Arıcan       |
| Doha     | Sbarra               | Yuya Kamoto            | Tin Srbić                  | Ahmed Elmaraghy     |
| Baku     | Corpo libero         | Mïlad Karïmï           | Illja Kovtun               | Riley Loos          |
| Baku     | Cavallo con maniglie | Narïman Qurbanov       | Rhys McClenaghan           | Matvei Petrov       |
| Baku     | Anelli               | Nikita Simonov         | Mahdi Ahmad Kohani         | Vinzenz Höck        |
| Baku     | Volteggio            | Carlos Yulo            | Harry Hepworth             | Shek Wai Hung       |
| Baku     | Parallele            | Carlos Yulo            | Illja Kovtun               | Cameron-Lie Bernard |
| Baku     | Sbarra               | Alexander Myakinin     | Kazuki Matsumi             | Tin Srbić           |
| Il Cairo | Corpo libero         | Illja Kovtun           | Aurel Benović              | Eamon Montgomery    |
| Il Cairo | Cavallo con maniglie | Lee Chih-kai           | Gagik Xačikyan             | Illja Kovtun        |
| Il Cairo | Cavallo con maniglie | Lee Chih-kai           | Gagik Xačikyan             | Harutyun Merdinyan  |
| Il Cairo | Anelli               | Nikita Simonov         | Salvatore Maresca          | Art'ur Avetisyan    |
| Il Cairo | Volteggio            | Art'ur Davt'yan        | Nazar Čepurnyj             | Ondřej Kalný        |
| Il Cairo | Parallele            | Illja Kovtun           | Mohamed Afify              | Nicolò Mozzato      |
| Il Cairo | Sbarra               | Illja Kovtun           | Maxime Gentges             | Casimir Schmidt     |

##### Vincitori della Coppa del Mondo 2023
| Attrezzo             | Vincitore        |
| -------------------- | ---------------- |
| Corpo libero         | Mïlad Karïmï     |
| Cavallo con maniglie | Narïman Qurbanov |
| Anelli               | Nikita Simonov   |
| Volteggio            | Art'ur Davt'yan  |
| Parallele            | Illja Kovtun     |
| Sbarra               | Illja Kovtun     |

#### World Challenge Cup
| Luogo       | Gara                 | Oro | Argento | Bronzo |
| Varna       | Corpo libero         |     |         |        |
| Varna       | Cavallo con maniglie |     |         |        |
| Varna       | Anelli               |     |         |        |
| Varna       | Volteggio            |     |         |        |
| Varna       | Parallele            |     |         |        |
| Varna       | Sbarra               |     |         |        |
| Tel Aviv    | Corpo libero         |     |         |        |
| Tel Aviv    | Cavallo con maniglie |     |         |        |
| Tel Aviv    | Anelli               |     |         |        |
| Tel Aviv    | Volteggio            |     |         |        |
| Tel Aviv    | Parallele            |     |         |        |
| Tel Aviv    | Sbarra               |     |         |        |
| Osijek      | Corpo libero         |     |         |        |
| Osijek      | Cavallo con maniglie |     |         |        |
| Osijek      | Anelli               |     |         |        |
| Osijek      | Volteggio            |     |         |        |
| Osijek      | Parallele            |     |         |        |
| Osijek      | Sbarra               |     |         |        |
| Mersina     | Corpo libero         |     |         |        |
| Mersina     | Cavallo con maniglie |     |         |        |
| Mersina     | Anelli               |     |         |        |
| Mersina     | Volteggio            |     |         |        |
| Mersina     | Parallele            |     |         |        |
| Mersina     | Sbarra               |     |         |        |
| Szombathely | Corpo libero         |     |         |        |
| Szombathely | Cavallo con maniglie |     |         |        |
| Szombathely | Anelli               |     |         |        |
| Szombathely | Volteggio            |     |         |        |
| Szombathely | Parallele            |     |         |        |
| Szombathely | Sbarra               |     |         |        |
| Parigi      | Corpo libero         |     |         |        |
| Parigi      | Cavallo con maniglie |     |         |        |
| Parigi      | Anelli               |     |         |        |
| Parigi      | Volteggio            |     |         |        |
| Parigi      | Parallele            |     |         |        |
| Parigi      | Sbarra               |     |         |        |

### Donne

#### World Cup
| Luogo    | Gara                   | Oro                   | Argento            | Bronzo               |
| Cottbus  | Volteggio              | Manila Esposito       | Ruby Evans         | Oksana Čusovitina    |
| Cottbus  | Parallele asimmetriche | Alice D'Amato         | Meolie Jauch       | Tisha Volleman       |
| Cottbus  | Trave                  | Mana Okamura          | Urara Ashikawa     | Filipa Martins       |
| Cottbus  | Corpo libero           | Azuki Kokufugata      | Manila Esposito    | Ruby Evans           |
| Doha     | Volteggio              | Coline Devillard      | Camille Rasmussen  | Oksana Čusovitina    |
| Doha     | Parallele asimmetriche | Anna Laščevs'ka       | Nathalie Westlund  | Mikako Serita        |
| Doha     | Trave                  | Sabrina Maneca-Voinea | Anna Laščevs'ka    | Emma Leonie Malewski |
| Doha     | Corpo libero           | Sabrina Maneca-Voinea | Chiaki Hatakeda    | Breanna Scott        |
| Baku     | Volteggio              | Coline Devillard      | Oksana Čusovitina  | Yu Linmin            |
| Baku     | Parallele asimmetriche | Qiu Qiyuan            | Giorgia Villa      | Sanna Veerman        |
| Baku     | Trave                  | Giorgia Villa         | Marine Boyer       | Anna Laščevs'ka      |
| Baku     | Corpo libero           | Marine Boyer          | Arianna Belardelli | Sevgi Seda Kayışoğlu |
| Il Cairo | Volteggio              | Joscelyn Roberson     | Asia D'Amato       | Hillary Heron        |
| Il Cairo | Parallele asimmetriche | Alice D'Amato         | Giorgia Villa      | Erika Pinxten        |
| Il Cairo | Trave                  | Giorgia Villa         | Joscelyn Roberson  | Erika Pinxten        |
| Il Cairo | Corpo libero           | Joscelyn Roberson     | Alice D'Amato      | Rifda Irfanaluthfi   |

##### Vincitrici della Coppa del Mondo 2023
| Attrezzo               | Vincitrice        |
| ---------------------- | ----------------- |
| Volteggio              | Oksana Čusovitina |
| Parallele asimmetriche | Alice D'Amato     |
| Trave                  | Giorgia Villa     |
| Corpo libero           | Alice D'Amato     |

#### World Challenge Cup
| Luogo       | Gara                   | Oro | Argento | Bronzo |
| Varna       | Volteggio              |     |         |        |
| Varna       | Parallele asimmetriche |     |         |        |
| Varna       | Trave                  |     |         |        |
| Varna       | Corpo libero           |     |         |        |
| Tel Aviv    | Volteggio              |     |         |        |
| Tel Aviv    | Parallele asimmetriche |     |         |        |
| Tel Aviv    | Trave                  |     |         |        |
| Tel Aviv    | Corpo libero           |     |         |        |
| Osijek      | Volteggio              |     |         |        |
| Osijek      | Parallele asimmetriche |     |         |        |
| Osijek      | Trave                  |     |         |        |
| Osijek      | Corpo libero           |     |         |        |
| Mersina     | Volteggio              |     |         |        |
| Mersina     | Parallele asimmetriche |     |         |        |
| Mersina     | Trave                  |     |         |        |
| Mersina     | Corpo libero           |     |         |        |
| Szombathely | Volteggio              |     |         |        |
| Szombathely | Parallele asimmetriche |     |         |        |
| Szombathely | Trave                  |     |         |        |
| Szombathely | Corpo libero           |     |         |        |
| Parigi      | Volteggio              |     |         |        |
| Parigi      | Parallele asimmetriche |     |         |        |
| Parigi      | Trave                  |     |         |        |
| Parigi      | Corpo libero           |     |         |        |

## Medagliere
| Pos.   | Paese         | Oro | Argento | Bronzo | Totale |
| ------ | ------------- | --- | ------- | ------ | ------ |
| 1      | Ucraina       | 6   | 5       | 2      | 13     |
| 2      | Italia        | 4   | 8       | 0      | 12     |
| 3      | Giappone      | 4   | 5       | 2      | 11     |
| 4      | Filippine     | 3   | 1       | 2      | 6      |
| 5      | Francia       | 3   | 1       | 1      | 5      |
| 6      | Kazakistan    | 3   | 0       | 1      | 4      |
| 7      | Armenia       | 2   | 1       | 1      | 4      |
| 8      | Cina          | 2   | 0       | 1      | 3      |
| 9      | Israele       | 2   | 0       | 0      | 2      |
| 9      | Romania       | 2   | 0       | 0      | 2      |
| 11     | Uzbekistan    | 1   | 1       | 2      | 4      |
| 12     | Azerbaigian   | 1   | 0       | 1      | 2      |
| 12     | Taipei cinese | 1   | 0       | 1      | 2      |
| 14     | Grecia        | 1   | 0       | 0      | 1      |
| 15     | Iran          | 0   | 3       | 0      | 3      |
| 16     | Gran Bretagna | 0   | 2       | 2      | 4      |
| 17     | Germania      | 0   | 2       | 1      | 3      |
| 18     | Irlanda       | 0   | 2       | 0      | 2      |
| 19     | Turchia       | 0   | 1       | 2      | 3      |
| 20     | Croazia       | 0   | 1       | 1      | 2      |
| 21     | Danimarca     | 0   | 1       | 0      | 1      |
| 21     | Svezia        | 0   | 1       | 0      | 1      |
| 23     | Hong Kong     | 0   | 0       | 2      | 2      |
| 23     | Paesi Bassi   | 0   | 0       | 2      | 2      |
| 25     | Albania       | 0   | 0       | 1      | 1      |
| 25     | Australia     | 0   | 0       | 1      | 1      |
| 25     | Austria       | 0   | 0       | 1      | 1      |
| 25     | Egitto        | 0   | 0       | 1      | 1      |
| 25     | Portogallo    | 0   | 0       | 1      | 1      |
| 25     | Stati Uniti   | 0   | 0       | 1      | 1      |
| Totale | Totale        | 35  | 35      | 30     | 100    |